# Paradise Hotel (Danmark, sæson 16)
 Denne artikel bør gennemlæses af en person med fagkendskab for at sikre den faglige korrekthed.

Paradise Hotel 2020 (sæson 16) bliver sendt tirsdag, onsdag og torsdag fra den 1. januar. Den danske udgave af Paradise Hotel bliver sendt på Viaplay og Viafree
- Vært: Rikke Gøransson
- Vindere: Jonas (200.000 kr.) og Sarah (0 kr.)
- Finalister: Marco (0 kr.) og Silke (0 kr.)
- Jury: Emilie, Sheena, Daniel, Anna, Oliver, Tobias, og Julie
- Sæsonpræmiere: 1. Januar 2020
- Mr. Paradise: Türker Alici
- Miss Paradise: Ida Christiansen
- Kendte gæster: Mariyah Samia og Tyrees Tyr
- Titelmelodi: Tyrees Tyr - Prioritet
- Antal afsnit: 48
- Antal deltagere: 21
- Jonas (vinder af sæsonen) kører efter sin egen tid. F.eks. kan 10-15 min i den virkelige verden betyde 35-45 min.

## Deltagere
| Navn                                    | Alder | Tjekket ind  | Tjekket ud         | Fra            | Grund til udtjekning |
| --------------------------------------- | ----- | ------------ | ------------------ | -------------- | --- |
| Sarah Dohn Nielsen                      | 18    | Ep 1         | VINDER             | Aalborg        | |
| Jonas Daniel Westh Ptak                 | 29    | Ep 15        | VINDER             | Brøndby Strand | |
| Marco Harry                             | 25    | Ep 17        | Finalen            | Frederiksværk  | |
| Silke Sichel Roug Kristensen            | 23    | Ep 1, 31, 46 | Ep 19, 41, Finalen | Helsinge       | Ep 19: Parceremoni, stemt ud af Marco Harry til fordel for Julie Bischoff Ep 41: Stemt ud af de andre deltagere i afstemning imod Sarah Dohn Nielsen                                                                                            |
| Emilie Hoffmann, (Jury)                 | 21    | Ep 17        | Ep 47              | Ringe          | Valgt fra af Marco Harry til fordel for Silke Sichel Roug Kristensen |
| Sheena Rodriguez Würtz Pallesen, (Jury) | 23    | Ep 29        | Ep 46              | København      | Valgt fra af Marco Harry til fordel for Emilie Hoffmann |
| Daniel Rosendal, (Jury)                 | 23    | Ep 1, 37     | Ep 28, 45          | Horsens        | Ep 28: Smidt ud af Julie Bischoff, Marco Harry og Türker Alici Ep 45: Stemt ud af de andre deltagere i afstemning imod Sheena Rodriguez Würtz Pallesen                                                                                          |
| Mike Jensen                             | 22    | Ep 25        | Ep 44              | Frederiksværk  | Valgt fra af Sarah Dohn Nielsen til fordel for Jonas Daniel Westh Ptak |
| Anna Maria Seneca Haulund, (Jury)       | 24    | Ep 1, Ep 8   | Ep 8, Ep 40        | Roskilde       | Ep 8: Parceremoni, stemt ud af Türker Alici til fordel for Heidi Jeppesen, men tjekkede ind igen, da Christoffer Hansen frivilligt valgte at forlade hotellet Ep 40: Parceremoni, stemt ud af Daniel Rosendal til fordel for Sarah Dohn Nielsen |
| Oliver Erngart, (Jury)                  | 23    | Ep 9         | Ep 39              | København      | Stemt ud sammen med Tobias Friberg af de andre deltagere i afstemning imod Daniel Rosendal og Silke Sichel Roug Kristensen |
| Tobias Friberg, (Jury)                  | 23    | Ep 1, 34     | Ep 18, 39          | København      | Ep 18: Smidt ud af Oliver Erngart Ep 39: Stemt ud sammen med Oliver af de andre deltagere i afstemning imod Daniel Rosendal og Silke Sichel Roug Kristensen                                                                                     |
| Julie Bischoff, (Jury)                  | 22    | Ep 3         | Ep 36              | Korsør         | Stemt ud af de andre deltagere i afstemning imod Anna Maria Seneca Haulund |
| Adrianna Wozniack                       | 23    | Ep 23        | Ep 32              | Hellerup       | Stemt ud af de andre deltagere i afstemning imod Anna Maria Seneca Haulund |
| Türker Alici                            | 26    | Ep 2         | Ep 30              | Harlev         | Smidt ud af produktionen grundet voldelig adfærd |
| Awa Shirazi                             | 19    | Ep 25        | Ep 27              | København      | Parceremoni, stemt ud af Oliver Erngart til fordel for Adrianna Wozniak |
| Ida Christiansen                        | 21    | Ep 12        | Ep 24              | Kalundborg     | Parceremoni, stemt ud af Jonas Daniel Westh Ptak til fordel for Emilie Hoffmann |
| Casper Balo Andreasen                   | 22    | Ep 1         | Ep 16              | Aarhus         | Parceremoni, stemt ud af Julie Bischoff til fordel for Daniel Rosendal |
| Heidi Jeppesen                          | 19    | Ep 5         | Ep 16              | Kalundborg     | Stemt ud af Sarah Dohn Nielsen og Silke Sichel Roug Kristensen i en diskussion, hvor de tre skulle blive enige om, hvem af dem der skulle ud |
| Freja Rømer                             | 20    | Ep 1         | Ep 12              | København      | Parceremoni, stemt ud af Oliver Erngart til fordel for Silke Sichel Roug Kristensen |
| Christoffer Hansen                      | 24    | Ep 1         | Ep 8               | Kolding        | Valgte selv at forlade hotellet i stedet for Anna Maria Seneca Haulund |
| Tyrone Ziggy Zidwemba                   | 20    | Ep 1         | Ep 4               | København      | Parceremoni, stemt ud af Julie Bischoff til fordel for Daniel Rosendal |

## Juryens stemmer på de to finalepar
| Jurymedlem nr. | Sarah og Jonas                  | Marco og Silke  |
| -------------- | ------------------------------- | --------------- |
| 1              | Emilie Hoffmann                 |                 |
| 2              |                                 | Julie Bischoff  |
| 3              | Tobias Friberg                  |                 |
| 4              | Anna Maria Seneca Haulund       |                 |
| 5              |                                 | Daniel Rosendal |
| 6              | Oliver Erngart                  |                 |
| 7              | Sheena Rodriguez Würtz Pallesen |                 |
| Stemmer i alt  | 5                               | 2               |